# Boat Quay

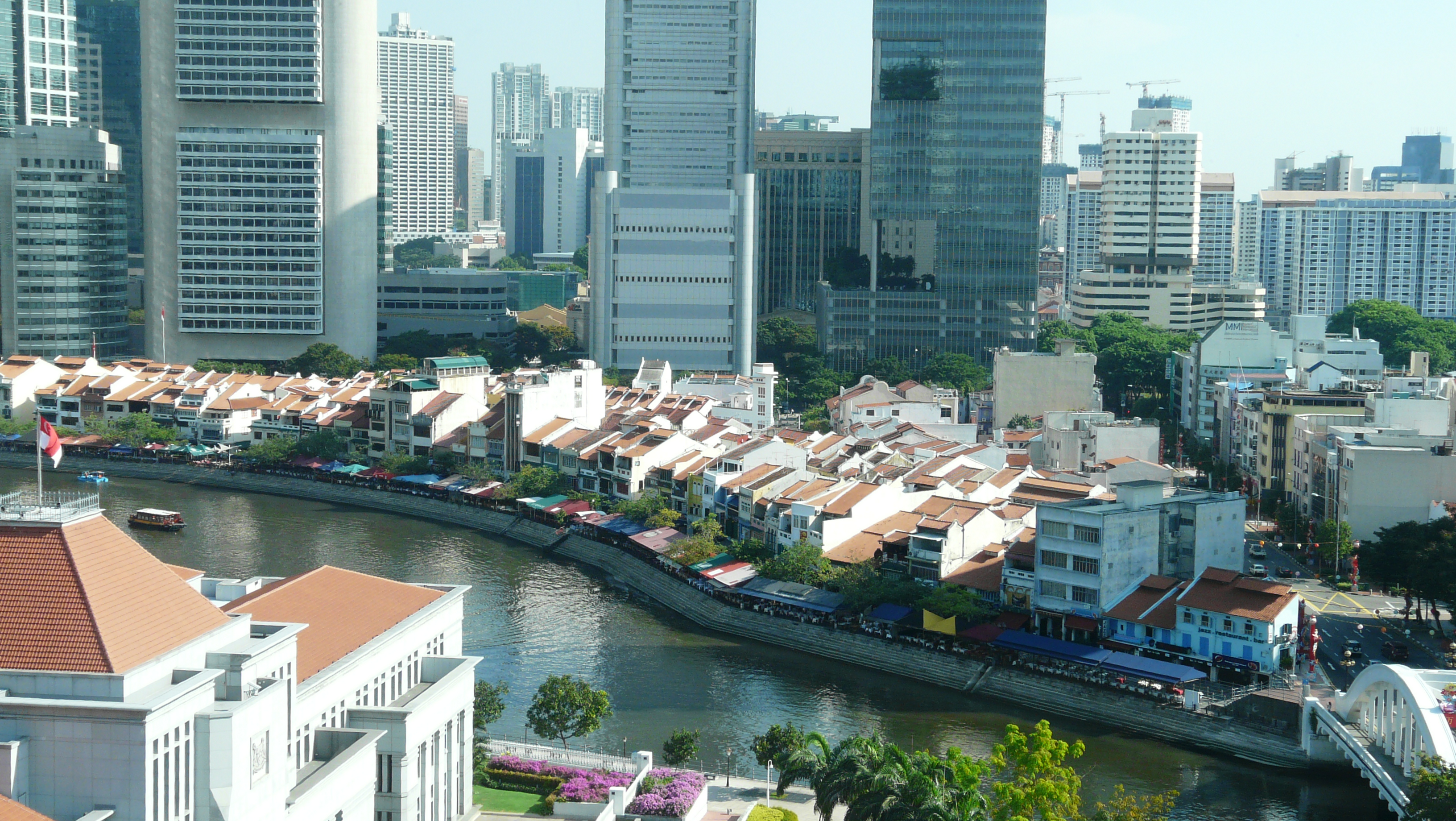
Boat Quay

Boat Quay (kinesiska: 驳船 码头) är en historisk kaj som ligger i Central Region
längs den södra stranden av Singaporefloden nära mynningen. Det var den mest trafikerade delen av den gamla hamnen i Singapore, och stod för tre fjärdedelar av alla skeppshandel på 1860-talet. Sjötransporter är inte längre kajens huvudsakliga funktion, men de gamla byggnaderna har bevarats, och de huserar nu restauranger och barer. Strax bakom kajen reser sig skyskraporna i landets affärsdistrikt.